# 保護管束
保護管束是保安處分裡面的判決結果之一。
通常由少年保護官、適當之機構或個人執行，執行時除了告知少年應遵守事項外，少年保護官會和少年保持接觸，注意其行動，隨時加以指示；並就少年教養、醫治疾病、謀職及改善環境，予以輔導。